# Paul Michel
Pour les articles homonymes, voir Michel.
Paul ou Pablo Michel est un joueur d'échecs allemand puis argentin né le 27 décembre 1905 à Alzenau (Allemagne) et mort le 14 septembre 1977 à La Plata (Argentine). Vainqueur de l'olympiade d'échecs de 1939 avec l'Allemagne, il reçut le titre de maître international en 1956.

## Biographie et carrière
Paul Michel fut deuxième ex æquo du championnat d'échecs d'Allemagne en 1935 et 1938.
Il représenta l'Allemagne nazie lors de l'olympiade d'échecs non officielle de 1936 comme deuxième remplaçant. L'Allemagne finit troisième (médaille de bronze par équipe) et Paul Michel remporta la  médaille d'argent comme deuxième échiquier de réserve,
Lors de l'olympiade d'échecs de 1939 à Buenos Aires en Argentine, l'Allemagne, avec Paul Michel au deuxième échiquier, remporta la médaille d'or par équipe et Paul Michel finit cinquième au deuxième échiquier avec 8,5 points sur 14 (+3 =11). L'olympiade était disputée lorsque la Seconde Guerre mondiale éclata en Europe en septembre 1939. À la fin de l'olympiade, Paul Michel décida de rester en Argentine où il disputa de nombreux tournois de 1940 à 1950 et occasionnellement des tournois en Autriche. Il fut troisième  du Tournoi de Mar del Plata en 1943, 1944 et 1946, troisième ex æquo du tournoi de Buenos Aires (La Plata) en 1948 et vainqueur du tournoi de Rosario en  1949, devant Moshe Czerniak et Arturo Pomar.